# Henri Cellot
Henri Cellot, né à Paris le 8 juillet 1827 et mort à Paris le 9 juin 1879, est un pianiste, compositeur et critique musical français.

## Biographie
On lui doit plus d'une centaine de créations qui comprennent des musiques de chansons, des romances et des opérettes ainsi que des critiques régulières pour La France musicale.

## Œuvres
- 1853 : Polka des masques, pour piano
- 1863 : Les Oranges de mon étagère, chansonnette d'Hector Monréal
- 1865 : Dix contre un, opérette en un acte de Galoppe d'Onquaire
- 1868 : L'Ile des singes, opérette en un acte, avec Paul Renard et Georges Corrard
- 1869 : L'Amour charlatan, opérette en un acte
- 1869 : Le Déjeuner sur l'herbe, chansonnette d'Hippolyte Bedeau